# 田城郁

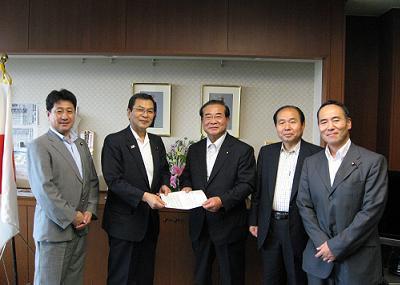
2011年6月29日、左から田城、大畠章宏国土交通大臣、山岡賢次、福田昭夫、石森久嗣

田城 郁（たしろ かおる、1959年11月1日 - ）は、日本の政治家、労働運動家。元参議院議員（2期）。JR総連とJR東労組の組織内候補。

## 略歴
栃木県宇都宮市生まれ。現在は東京都在住。国立小山工業高等専門学校3年次修了後、上京し、東映演技研修所に入所。
1979年入所したまま国鉄職員として採用。以後33歳で俳優を断念し、鉄道運転士に専念。山手線運転士だった。1983年、研修所を卒業。組合活動に加入し、国鉄民営化後はJR東労組に参加。池袋支部長、委員長秘書等を歴任。
2001年よりJR総連特別執行委員としてパキスタン入りしアフガニスタン難民支援調査開始。以後、海外協力部長、政策調査部次長等を歴任。アフガニスタン復興支援にも携わる。
2009年、それまで国政選挙に組織内候補を擁立していなかったJR総連の組織内候補に選出。民主党からの立候補を目指し、同郷であった山岡賢次の後押しもあり公認を獲得した。後援会の会長には前JR総連執行委員長の小田裕司が就任した。
2010年7月11日に行われた第22回参議院議員通常選挙に民主党公認で比例区から立候補し、14位の113,468票で初当選。なおJR総連は、2013年の第23回参議院議員通常選挙では、山岡への見返りに生活の党に移籍した山岡を推薦した。しかし山岡は生活1位の56,372票を得たが、生活は1議席も取れずに落選。
2010年9月29日、中国建国記念レセプションに出席した。
2016年3月27日、民主党と維新の党が合流して結成された民進党に参加した。同年7月10日の第24回参議院議員通常選挙に比例区から立候補したが次点で落選。
2018年のJR総連第34回定期大会にて、執行副委員長に選出。
2022年6月24日、前回参院選に民進党の比例区で当選していた藤末健三が同年の第26回参議院議員通常選挙に自由民主党から立候補するため議員辞職したことにより、名簿当選順位次点だった田城が繰上補充により、再選を果たした。任期は官報告示の同年6月27日から7月25日までとなる。在任期間は29日で、それまでの金石清禅の40日間を更新し、参議院議員1期における在任期間として当時としては最短となった。
繰上当選後は会派に所属せず無所属となり、常任委員会は外交防衛委員会に配属されたが、在任中に国会が開会されずに閉会中審議としての国会審議がなかったことから、この任期については事実上国会議員としての活動機会はなかった。なお、田城は次期参議院議員選挙（第26回）への立候補を見送った。

## 政治活動

### 政策
- 選択的夫婦別姓制度導入に賛成[13]。

### 活動
- 2011年5月18日、参議院本会議において、参議院憲法審査会規則の採決を相原久美子、有田芳生、今野東、大河原雅子ら4名と棄権し、参議院民主党執行部から口頭で注意された[14]。棄権の理由は「ノーコメントだ」とした。
- 2013年3月14日、参議院議員会館（東京・永田町）開催の「排外・人種侮蔑デモに抗議する国会集会」を呼びかけた[15]。
- 2013年4月25日、「『高校無償化』制度の朝鮮学校への即時適用と補助金復活を求める院内集会」に社民党幹事長の又市征治参議院議員、社民党政策審議会長の吉田忠智参議院議員、民主党の江崎孝参議院議員、民主党の有田芳生参議院議員、社民党の吉川元衆議院議員、日本未来の党の阿部知子衆議院議員らと共に参加し朝鮮学校に「無償化」をこれからも働きかけることを表明した[16]。
- 2014年4月21日、元行政刷新担当大臣の蓮舫や社会民主党党首の吉田忠智と連名で、第2次安倍内閣が目指す憲法解釈変更による集団的自衛権の行使容認を支持しないようアメリカ大統領のバラク・オバマに求める文書を在日米大使館に提出した[17]。

## 人物
- 趣味は、スキー、ドライブ、野球は学生時代「サード・2番」だった。
- 好きな俳優は三國連太郎。
- 愛読書は司馬遼太郎「竜馬がゆく」、山本有三「竹」。
- 尊敬する人は坂本龍馬。
- 衆議院の質問主意書において「革マル派創設者の一人でＪＲ東労組の委員長や会長を歴任した松崎明氏の運転手や側近を務めていたとされている」との疑義がかけられている。これに対して、政府は否定する答弁を行っていない。